# Теорема косинусов

Стандартные обозначения углов и сторон треугольника

Теорема косинусов — теорема евклидовой геометрии, обобщающая теорему Пифагора на произвольные плоские треугольники.

## Формулировка
Для плоского треугольника со сторонами {\displaystyle a,b,c} и углом {\displaystyle \alpha }, противолежащим стороне {\displaystyle a},
справедливо соотношение:
{\displaystyle a^{2}=b^{2}+c^{2}-2\cdot b\cdot c\cdot \cos \alpha .}
Квадрат стороны треугольника равен сумме квадратов двух других сторон минус удвоенное произведение этих сторон на косинус угла между ними.

### Доказательства
Рассмотрим треугольник ABC. Из вершины C на сторону AB опущена высота CD. Из треугольника ADC следует:
{\displaystyle AD=b\cos \alpha },
откуда
{\displaystyle DB=c-b\cos \alpha }.
Запишем теорему Пифагора для двух прямоугольных треугольников ADC и BDC:
{\displaystyle h^{2}=b^{2}-(b\cos \alpha )^{2}\qquad \qquad \qquad (1)}
{\displaystyle h^{2}=a^{2}-(c-b\cos \alpha )^{2}\qquad \qquad (2)}
Приравниваем правые части уравнений (1) и (2) и:
{\displaystyle b^{2}-(b\cos \alpha )^{2}=a^{2}-(c-b\cos \alpha )^{2}}
или
{\displaystyle a^{2}=b^{2}+c^{2}-2bc\cos \alpha }.
Случай, когда один из углов при основании тупой (и высота падает на продолжение основания), полностью аналогичен рассмотренному.
Выражения для сторон b и c:
{\displaystyle b^{2}=a^{2}+c^{2}-2ac\cos \beta }
{\displaystyle c^{2}=a^{2}+b^{2}-2ab\cos \gamma }.
Одним из доказательств является доказательство её в координатной плоскости.
Внесём в координатную плоскость произвольный треугольник ABC так, чтобы точка А совпала с началом координат, а прямая АВ лежала на прямой ОХ. Введём обозначения AB=c, AC=b, CB=a, a угол CAB=α(пока будем считать что α≠90°).

Тогда точка A имеет координаты (0;0), точка B(c;0). Через функцию sin и cos, а также сторону АС=b выведем координаты точки С. С(b×cosα;b×sinα).
Координаты точки С остаются неизменными при тупом и остром угле α.

Зная координаты С и B, а также зная, что CB=a, найдя длину отрезка, мы можем составить равенство:

{\displaystyle a^{2}=(b\cos {\alpha }-c)^{2}+b^{2}\sin ^{2}{\alpha }}

{\displaystyle a^{2}=b^{2}\cos ^{2}{\alpha }-2bc\cos {\alpha }+c^{2}+b^{2}\sin ^{2}{\alpha }}

{\displaystyle a^{2}=b^{2}(\cos ^{2}{\alpha }+\sin ^{2}{\alpha })+c^{2}-2bc\cos {\alpha }}

Так как

{\displaystyle \cos ^{2}{\alpha }+\sin ^{2}{\alpha }=1} (основное тригонометрическое тождество), то

{\displaystyle a^{2}=b^{2}+c^{2}-2bc\cos {\alpha }}■
Заметим, что для прямого угла {\displaystyle \alpha ={\tfrac {\pi }{2}}}, теорема также работает (поскольку {\displaystyle \cos {\tfrac {\pi }{2}}=0}, получаем {\displaystyle c^{2}=a^{2}+b^{2}} — теорема Пифагора). Однако в приведённом доказательстве применялась теорема Пифагора, и доказательство её через теорему косинусов приводит к «порочному кругу».
Ниже подразумеваются операции над векторами, а не длинами отрезков
{\displaystyle AC=AB+BC=>BC=AC-AB=>BC^{2}=AC^{2}+AB^{2}-2\cdot AC\cdot AB}

Так как скалярное произведение векторов равно произведению их модулей (длин) на косинус угла между ними, последнее выражение можно переписать:

{\displaystyle a^{2}=b^{2}+c^{2}-2\cdot b\cdot c\cdot \cos \alpha }

где a, b, c -- длины соответствующих векторов

## Следствия
- Теорема косинусов может быть использована для нахождения косинуса угла треугольника
{\displaystyle \cos {\alpha }={\frac {b^{2}+c^{2}-a^{2}}{2bc}}}

В частности,
- Если {\displaystyle b^{2}+c^{2}-a^{2}>0}, угол α — острый
- Если {\displaystyle b^{2}+c^{2}-a^{2}=0}, угол α — прямой (если угол α прямой, то теорема косинусов становится теоремой Пифагора)
- Если {\displaystyle b^{2}+c^{2}-a^{2}<0}, угол α — тупой

- Теорема косинусов может быть записана также в следующем виде[2]:

{\displaystyle a^{2}=(b+c)^{2}-4\cdot b\cdot c\cdot \cos ^{2}(\alpha /2)},
{\displaystyle a^{2}=(b-c)^{2}+4\cdot b\cdot c\cdot \sin ^{2}(\alpha /2)}.
Последние две формулы мгновенно следуют из основной формулы теоремы косинусов (см. в рамке выше), если в правой её части воспользоваться формулами разложения квадрата суммы (для второй формулы - квадрата разности) двух членов на квадратный трехчлен, являющийся полным квадратом. Для получения окончательного результата (двух формул выше) в правой части надо еще воспользоваться известными тригонометрическими формулами:
{\displaystyle 1+\cos \alpha =2\cdot \cos ^{2}(\alpha /2)},
{\displaystyle 1-\cos \alpha =2\cdot \sin ^{2}(\alpha /2)}.
Кстати, вторая формула формально не содержит косинусов, но её все равно именуют теоремой косинусов.
- Находя из двух последних формул в явном виде {\displaystyle \cos(\alpha /2)} и {\displaystyle \sin(\alpha /2)}, получим известные формулы геометрии[2]:
{\displaystyle \cos {\frac {\alpha }{2}}={\sqrt {\frac {p(p-a)}{bc}}}}, {\displaystyle \sin {\frac {\alpha }{2}}={\sqrt {\frac {(p-b)(p-c)}{bc}}}}, {\displaystyle \operatorname {tg} {\frac {\alpha }{2}}={\sqrt {\frac {(p-b)(p-c)}{p(p-a)}}}}, где p — полупериметр.
- Наконец, используя правые части формул для {\displaystyle \cos(\alpha /2)} и {\displaystyle \sin(\alpha /2)} и известную формулу площади треугольника: {\displaystyle S_{\triangle ABC}={\frac {1}{2}}bc\sin \alpha }, а также известную формулу синуса двойного угла {\displaystyle \sin \alpha =2\sin(\alpha /2)\cos(\alpha /2)} после небольших преобразований получим известную формулу Герона для площади треугольника: {\displaystyle S_{\triangle ABC}={\sqrt {p(p-a)(p-b)(p-c)}}}, где p — полупериметр.

### Для других углов
Теорема косинусов для двух других углов имеет вид:
{\displaystyle c^{2}\ =a^{2}+b^{2}-2ab\cos \gamma }
{\displaystyle b^{2}\ =a^{2}+c^{2}-2ac\cos \beta }
Из этих и из основной формулы могут быть выражены углы:
{\displaystyle \alpha =\arccos \left({\frac {b^{2}+c^{2}-a^{2}}{2bc}}\right)}
{\displaystyle \beta =\arccos \left({\frac {a^{2}+c^{2}-b^{2}}{2ac}}\right)}
{\displaystyle \gamma =\arccos \left({\frac {a^{2}+b^{2}-c^{2}}{2ab}}\right)}

## История
Утверждения, обобщающие теорему Пифагора и эквивалентные теореме косинусов, были сформулированы отдельно для случаев острого и тупого угла в предложениях 12 и 13 книги II «Начал» Евклида.
Утверждения, эквивалентные теореме косинусов для сферического треугольника, применялись в сочинениях ал-Баттани.:105
Теорему косинусов для сферического треугольника в привычном нам виде сформулировал Региомонтан, назвав её «теоремой Альбатегния» по имени ал-Баттани.
В Европе теорему косинусов популяризовал Франсуа Виет в XVI столетии.
В начале XIX столетия её стали записывать в принятых по сей день алгебраических обозначениях.

## Вариации и обобщения
- Теоремы косинусов (сферическая геометрия) или Теорема косинусов для трёхгранного угла.
- Теоремы косинусов (геометрия Лобачевского)
- Тождество параллелограмма. Сумма квадратов диагоналей параллелограмма равна сумме квадратов его сторон (см. также Теорема Птолемея):
{\displaystyle AC^{2}+BD^{2}=AB^{2}+BC^{2}+CD^{2}+DA^{2}.}

### Дляевклидовыхнормированныхпространств
Пусть в евклидовом пространстве {\displaystyle E} задана норма, ассоциированная со скалярным произведением, то есть {\displaystyle \left\Vert {\vec {a}}\right\Vert ={\sqrt {({\vec {a}},{\vec {a}})}}}. Тогда теорема косинусов формулируется следующим образом:
| Теорема. {\displaystyle \left\Vert {\vec {a}}-{\vec {b}}\right\Vert ^{2}=\left\Vert {\vec {a}}\right\Vert ^{2}+\left\Vert {\vec {b}}\right\Vert ^{2}-2({\vec {a}},{\vec {b}})} |

### Для четырёхугольников
Возводя в квадрат тождество {\displaystyle {\overline {AD}}={\overline {AB}}+{\overline {BC}}+{\overline {CD}}} можно получить утверждение, иногда называемое теоремой косинусов для четырёхугольников:
{\displaystyle d^{2}=a^{2}+b^{2}+c^{2}-2ab\cos \angle B-2ac\cos \omega -2bc\cos \angle C}, где {\displaystyle \omega } — угол между прямыми AB и CD.
Или иначе:
{\displaystyle d^{2}=a^{2}+b^{2}+c^{2}-2ab\cos \angle B+2ac\cos(\angle A+\angle D)-2bc\cos \angle C}
Формула справедлива и для тетраэдра, под {\displaystyle w} подразумевается угол между скрещивающимися ребрами.
С помощью неё можно найти косинус угла между скрещивающимися ребрами {\displaystyle a} и {\displaystyle c} зная все ребра тетраэдра:
{\displaystyle \cos w=(b^{2}+d^{2}-e^{2}-f^{2})/2ac}
Где {\displaystyle b} и {\displaystyle d}, {\displaystyle e} и {\displaystyle f} пары скрещивающихся ребер тетраэдра.

### Косвенный аналог для четырёхугольника

Четырехугольник

Соотношение Бретшнайдера — соотношение в четырёхугольнике, косвенный аналог теоремы косинусов:

Между сторонами a, b, c, d и противоположными углами {\displaystyle \alpha ,\gamma } и диагоналями e, f простого (несамопересекающегося) четырёхугольника выполняется соотношение:
{\displaystyle e^{2}f^{2}=a^{2}c^{2}+b^{2}d^{2}-2abcd\cos(\alpha +\gamma )}

- Если четырёхугольник вырождается в треугольник, и одна вершина попадает на сторону, то получается теорема Стюарта.
- Теорема косинусов для треугольника является частным случаем соотношения Бретшнайдера, если в качестве четвёртой вершины выбрать центр описанной окружности треугольника.

### Симплексы
{\displaystyle S_{i}S_{j}\cos \angle A={\frac {(-1)^{(n-1+i+j)}}{2^{n-1}((n-1)!)^{2}}}{\begin{vmatrix}0&1&1&1&\dots &1\\1&0&d_{12}^{2}&d_{13}^{2}&\dots &d_{1(n+1)}^{2}\\1&d_{21}^{2}&0&d_{23}^{2}&\dots &d_{2(n+1)}^{2}\\1&d_{31}^{2}&d_{32}^{2}&0&\dots &d_{3(n+1)}^{2}\\\vdots &\vdots &\vdots &\vdots &\ddots &\vdots \\1&d_{(n+1)1}^{2}&d_{(n+1)2}^{2}&d_{(n+1)3}^{2}&\dots &0\\\end{vmatrix}}}
при этом мы должны зачеркнуть строку и столбец, где находится {\displaystyle d_{ij}} или {\displaystyle d_{ji}}.
{\displaystyle \angle A} — угол между гранями {\displaystyle S_{i}} и {\displaystyle S_{j}}, {\displaystyle S_{i}} — грань, находящаяся против вершины i, а {\displaystyle d_{ij}} — расстояние между вершинами i и j.